# Red kneza Branimira s ogrlicom
Red kneza Branimira s ogrlicom je odlikovanje Republike Hrvatske koje zauzima sedmo mjesto u važnosnom slijedu hrvatskih odlikovanja. Red je ustanovljen 10. ožujka 1995. godine.
Red kneza Branimira s ogrlicom dodjeljuje se dužnosnicima i djelatnicima u tijelima državne vlasti, čelnicima diplomatsko-konzularnih predstavništava i predstavništava međunarodnih organizacija akreditiranih u Republici Hrvatskoj za osobite zasluge stečene promicanjem međunarodnog položaja i ugleda Republike Hrvatske i njezina odnosa s drugim državama.

## Šport
Tim su priznanjem nagrađeni brojni hrvatski športaši, među ostalima nogometni reprezentativci hrvatske druge zlatne generacije i izbornik Zlatko Dalić. Nagradila ih je predsjednica Kolinda Grabar-Kitarović za povijesni uspjeh sudjelovanja u finalu Svjetskog prvenstva u nogometu 2018.